# Maintal
Maintal est une ville allemande dans le land de Hesse sur le Main. Il y a 38 824 habitants (en 2023) dans les 4 quartiers (Dörnigheim, Bischofsheim, Hochstadt et Wachenbuchen).
L'industrie du cidre y est très importante.

## Histoire
| Appartenances historiques Comté de Hanau-Münzenberg 1475–1642 Comté de Hanau-Lichtenberg 1642–1736 Landgraviat de Hesse-Cassel 1736–1803 Principauté de Hanau 1803–1810 Grand-duché de Francfort 1810–1813 Électorat de Hesse 1813–1866 Royaume de Prusse (Province de Hesse-Nassau) 1866–1918 République de Weimar 1918–1933 Reich allemand 1933–1945 Allemagne occupée 1945–1949 Allemagne 1949–présent |

## Jumelages
La ville de Maintal est jumelée avec :
- Luisant (France) depuis le 21 avril 1973[Note 1]
- Moosburg (Autriche) depuis le 22 octobre 1976
- Esztergom (Hongrie) depuis le 18 juillet 1993
- Kateríni (Grèce) depuis le 26 mars 1995